# Robert Ludlum
Robert Ludlum, ameriški gledališki igralec, producent in pisatelj, * 25. maj 1927, New York, ZDA, † 12. marec 2001, Naples, Florida, ZDA.

## Življenjepis
Ludlum je večinoma pisal grozljivke in vohunske romane. Natisnili so več kot 210 milijonov izvodov Ludlumovih del, ki so jih prevedli v 32 jezikov. Objavil je tudi dela pod psevdonimoma Jonathan Ryder in Michael Shepherd.
Nekaj Ludlumovih romanov so ekranizirali. Filmi o Bournu, kjer v glavni vlogi igra Matt Damon, so bili komercialno uspešni, čeprav se zgodbe precej razlikujejo od izvirnih.
Preden je Ludlum postal pisatelj, je bil gledališki igralec in producent. Njegove gledališke izkušnje so prispevale k njegovemu razumevanju energije, eskapizma in dogajanja, ki jih v romanih pričakujejo bralci. Nekoč je pripomnil: »Na zelo podoben način enačim negotovost in dobro gledališče. Mislim da je vse negotovost in kar temu sledi. S tega zornega kota, sem menda res gledališki.«
Ludlum je po smrti zapustil več neobjavljenih rokopisov in grobih osnutkov, ki naj bi jih prečistilo in objavilo več drugih piscev.

## Glavna dela
- The Scarlatti Inheritance (1971)
- Ostermanov vikend (The Osterman Weekend) (1972), (prevod Boris Jukić, Mladinska knjiga, Ljubljana 1989), (COBISS)
- The Matlock Paper (1973)
- Trevayne (1973, pod psevdonimom Jonathan Ryder)
- The Cry of the Halidon (1974, pod psevdonimom Jonathan Ryder)
- The Rhinemann Exchange (1974)
- The Road to Gandolfo (1975, pod psevdonimom Michael Shephard)
- Dvojčka tekmeca (The Gemini Contenders) (1976), (prevod Jure Potokar, DZS, Ljubljana 1989), (COBISS)
- Rokopis Petra Chancellorja (The Chancellor Manuscript) (1977), (prevod Miriam Drev, Mladinska knjiga, Ljubljana 1986), (COBISS)
- Holcroftova zaveza (The Holcroft Covenant) (1978), (prevod Jože Fistrovič, Pomurska založba, Murska Sobota 1986), (COBISS)
- Matareški krog (The Matarese Circle) (1979), (prevod Zdenka Lovec, DZS, Ljubljana 1987), (COBISS)
- Kdo je Bourne (The Bourne Identity) (1980), (prevod Božidar Pahor, Pomurska založba, Murska Sobota 1990), (COBISS)
- Parsifalov mozaik (The Parsifal Mosaic) (1982), (prevod Vojko Šinigoj, Meander, Ljubljana 2003), (COBISS)
- The Aquitaine Progression (1984)
- Bournova premoč (The Bourne Supremacy) (1986), (prevod Janez Lavtižar, Meander, Izola 2003), (COBISS)
- The Icarus Agenda (1988)
- Bournov ultimat (The Bourne Ultimatum) (1990), (prevod Vojko Šinigoj, Meander, Izola 2004), (COBISS)
- The Road to Omaha (1992)
- Škorpijonova iluzija (The Scorpio Illusion) (1993), (prevod Vojka Melinc, Meander, Izola 2006), (COBISS)
- The Apocalypse Watch (1995)
- The Matarese Countdown (1997)
- The Prometheus Deception (2000)

### Objavljeno po smrti
Večina teh del je napisal neznani pisec, ki se je držal Ludlumovega sloga pisanja.  Arhivirano 2008-07-10 na Wayback Machine.
- Protokol Sigma (The Sigma Protocol) (oktober 2001), (prevod Janez Lavtižar, Meander, Izola 2004), (COBISS)
- Jansonova direktiva (The Janson Directive) (2002), (prevod Janez Lavtižar, Meander, Izola 2005), (COBISS)
- The Tristan Betrayal (2003)
- The Ambler Warning (2005)
- The Bancroft Strategy (2006)

### Niz Covert-One
Napisali drugi pisci, verjetno na podlagi neobjavljene snovi Roberta Ludluma.
- The Hades Factor (Gayle Lynds) (2000)
- The Cassandra Compact (Phillip Shelby) (2001)
- The Paris Option (Gayle Lynds) (2002)
- The Altman Code (Gayle Lynds) (2003)
- The Lazarus Vendetta (Patrick Larkin) (2004)
- The Moscow Vector (Patrick Larkin) (2005)
- The Arctic Event (James Cobb) (2007)

### Nadaljevanja Ludlumovih del
- Bournova zapuščina (The Bourne Legacy | Eric Van Lustbader, 2004), (prevod Vojko Šinigoj in Jasna Anderlič, Meander, Izola 2009), (COBISS)
- Bournova izdaja (The Bourne Betrayal | Eric Van Lustbader, 2007) (prevod Jasna Anderlič, Meander, Izola 2010), (COBISS)